# Zhou Xiaoxuan
Zhou Xiaoxuan   (Wuhan, c. 1993), més coneguda pel seu pseudònim Xianzi, és un guionista xinesa i defensora principal del moviment xinès #MeToo.

## Biografia
Zhou Xiaoxuan va néixer a Wuhan cap al 1993. Quan tenia 18 anys, es va traslladar a Pequín per estudiar guió. Zhou escriu assaigs sota el pseudònim de Xianzi.

## Denúncies d'agressió sexual
El 2018, Zhou va escriure un assaig que es va difondre àmpliament a les xarxes socials. En aquest i en una seqüela més detallada, Zhou explicava que sent becària el 2014, es va reunir amb Zhu Jun, un presentador de la televisió xinesa, amb l'esperança d'aconseguir una entrevista, però ell li va fer un petó a la força i la va palpar durant uns 50 minuts en el seu vestuari. Zhou va detallar a la BBC que, tot i que van ser interromputs diverses vegades per l'entrada i sortida d'altres treballadors, no els va alertar per culpa de la por i la vergonya. L'endemà, va denunciar els fets a la policia. Més tard, Zhou es va unir al moviment #MeToo i va demandar a Zhu per una disculpa pública i 50.000 iuans (7.400 dòlars) en danys. Zhu ha negat totes les acusacions i ha contrademandat a Zhou per difamació. El setembre de 2021, un tribunal xinès va rebutjar les acusacions d'aquesta contra Zhu per “proves insuficients”. Mentrestant, Zhou s'ha enfrontat a les crítiques dels bloguers nacionalistes, i a un comentari del Global Times que afirmava que el moviment #MeToo estava sent utilitzat per “les forces occidentals per trencar la societat xinesa”. El 10 d'agost de 2022, un tribunal de Pequín va rebutjar una apel·lació de Zhou després d'una audiència a porta tancada, al·legant que les proves presentades havien estat “insuficients”. Després, Zhou va dir que el seu equip legal se centraria a obtenir més proves i imatges que no s'havien inclòs durant el judici. Un petit grup dels seus partidaris es va presentar el dia de la sentència. Zhu Jun, però, ha estat absent del procediment, i Zhou no ha tingut notícies de cap novetat en la demanda d'aquest per difamació contra ella. Va dir a The Guardian que estava “molt decebuda”, però esperava que la seva derrota “pogués provocar més reflexió sobre la veritable dificultat de ser dona a la Xina actual”.